# Jinhaku Sonan
Jinhaku Sonan (jap. 楚南仁博 Sonan Jinhaku; ur. 1892, zm. 1984) – japoński entomolog, specjalizujący się w entomofaunie Tajwanu.
W 1907 Sonan został zatrudniony w Agricultural Experiment Station, Goverment of Formosa, która została przekształcona w 1921 na Department of Agriculture, Goverment Research Institute, później, w 1939, na Agricultural Experimental Station i w końcu na Taiwan Agricultural Reaserch Institue w 1945. W 1947 Sonan opuścił instytut i wrócił do Japonii, gdzie zmienił nazwisko rodzinne na Minamikawa, pozostawiając na Tajwanie cały swój zbiór.
Sonan był najbardziej produktywnym przyrodnikiem badającym faunę Tajwanu przed i podczas II wojny światowej. Publikował w dziedzinie entomologii i szkodników roślinnych. Jego artykuły obejmowały motyle, cykady, ważki, prostoskrzydłe i pasożytnicze osy z rzędu błonkówek. Obok Tajwanu, Sonan pisał również o faunie Japonii i wyspy Hajnan. W swoich pracach o taksonomii powszelatkowatych Tajwanu i Hajnanu opisał 12 nowych taksonów z których 6 jest obecnie uznawanych za poprawne.